# Ишимский сельсовет
Ишимский сельсовет — сельское поселение в Чистоозёрном районе Новосибирской области Российской Федерации.
Административный центр — село Ишимская.

## История
Статус и границы сельского поселения установлены Законом Новосибирской области от 2 июня 2004 года № 200-ОЗ «О статусе и границах муниципальных образований Новосибирской области»

## Население
| 2002 | 2010 | 2012 | 2013 | 2014 | 2015 | 2016 |
| ---- | ---- | ---- | ---- | ---- | ---- | ---- |
| 591  | ↘426 | ↘412 | ↘389 | ↘388 | ↘379 | ↘366 |
| 2017 | 2018 | 2019 | 2020 | 2021 |      |      |
| ↘358 | ↘347 | ↘328 | ↘314 | ↘298 |      |      |

## Состав сельского поселения
| № | Населённый пункт | Тип населённого пункта       | Население |
| - | ---------------- | ---------------------------- | --------- |
| 1 | Большая Тахта    | деревня                      | ↘94       |
| 2 | Георгиевка       | деревня                      | →0        |
| 3 | Ишимская         | село, административный центр | ↘284      |
| 4 | Яминка           | деревня                      | ↘48       |

## Известные уроженцы
Колотий, Александр Ильич (1920—1982) — советский военачальник, генерал-майор, один из основателей РВСН СССР. Родился в деревне Яминка.